# Plexus testicularis

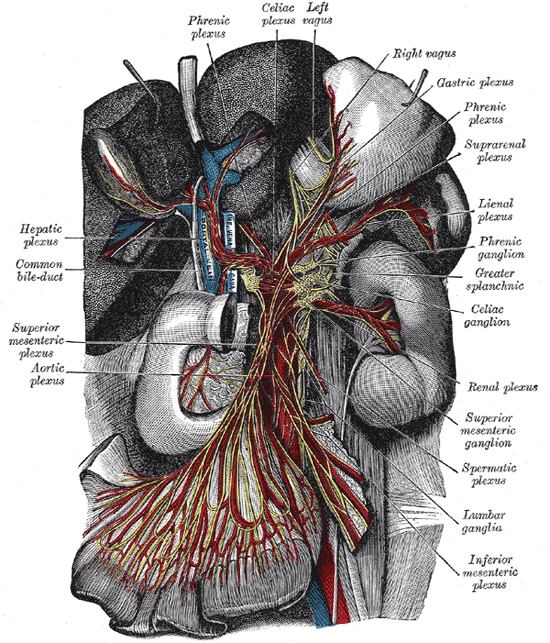
Der Plexus renalis (hier als „Spermatic plexus“ bezeichnet) in dem Abschnitt der Arteria testicularis, wo diese gerade aus der Aorta abgeht.

Der Plexus testicularis (von lat. Plexus für „Geflecht“ und Testis „Hoden“) ist ein Nervengeflecht, das entlang der Arteria testicularis zum Hoden verläuft. Der Plexus wird aus Fasern aus den Ganglia coeliaca und den Ganglia aorticorenalia gebildet und enthält überwiegend sympathische Fasern. Zusammen mit Fasern aus dem Plexus renalis und teilweise aus dem Plexus hypogastricus inferior dient er der Regulierung der Hodendurchblutung und der Innervation der glatten Muskulatur der Tunica albuginea. In geringem Anteil innerveniert der Plexus testicularis auch den Samenleiter, der aber hauptsächlich versorgt wird  durch den Plexus deferentialis, und gibt auch Fasern zu den Nebenhoden ab.